# John B. Magruder
John Bankhead Magruder (1. svibnja 1807. – 19. veljače 1871.) je bio američki vojni časnik koji je služio u vojskama tri države. Bio je potpukovnik Vojske Sjedinjenih Država u Američko-meksičkom ratu, general bojnik Vojske Konfederacije u Američkom građanskom ratu, te general-bojnik Meksičke carske vojske tijekom Francuske intervencije u Meksiku.

## Životopis

### Rana vojna karijera
Rođen je u Port Royalu u Virginiji. Studirao je na vojnoj akademiji West Point od 1826. do 1830. Tijekom Drugog Seminolskog rata služio je na Floridi. Služio je pod generalom Winfieldom Scottom tijekom Američko-meksičkog rata 1846. – 1848. te zbog iskazane hrabrosti u bitci za Chapultepec bio unaprijeđen u potpukovnika. Nakon rata služio je na graničnim područjima u Kaliforniji i Kansasu.

### Američki građanski rat
Početkom 1861. zapovjedao je topništvom u jednom od garnizona u glavnom gradu Washingtonu, ali kada je njegova rodna Virginia proglasila odcjepljenje od Unije i pripajanje Konfederaciji, dao je ostavku.
Pridružio se novoformiranoj Konfederalnoj vojsci i dobio čin general-bojnika. Zapovjedao je malenom Poluotočnom vojskom koja je branila Richmond od nadiruće Vojske Unije koju je predvodio general-bojnik George B. McClellan. Tijekom McClellanove Poluotočne kampanje 1862. uspješno je zavarao protivnika prikazujući svoju vojsku višestruko većom nego što je zapravo bila, pomičući iste postrojbe preko jedne točke više puta, zbog čega je McClellan znatno usporio svoje napredovanje. Magruder je zbog toga pohvaljen od svog zapovjednika, generala Josepha E. Johnstona.
Magruderova mala vojska je uskoro preustrojena u diviziju u sastavu Vojske Sjeverne Virginije. Pred kraj Sedmodnevne bitke zbog loše koordinacije i napada na unionističke položaje u pogrešno vrijeme, Magruderove su postrojbe pretrpjele teške gubitke. Zbog toga je Magruder ukoren i smjenjen po zapovjedi novog zapovjednika, generala Roberta Edwarda Leeja, i poslan zapovjedati postrojbama u Teksasu, Novom Meksiku i Arizoni.
1. siječnja 1863. Magruder je ponovno osvjetlao ime kada su njegove postrojbe preotele Galveston od Unionista koji su ga zarobili dva mjeseca ranije. Magruder je za to pohvaljen od Konfederalnog Kongresa a Galveston je ostao u rukama Konfederalaca do kraja rata. Od kolovoza 1864. pa do kraja rata Magruder je služio na jugozapadu. Konfederalne potrojbe na zapadnom bojištu pod zapovjedništvom Edmunda Kirbyja Smitha predale su se Unionistima 26. svibnja 1865. godine.

### Posljednja vojna služba
Nakon okončanja sukoba, Magruder je prešao u Meksiko te ponudio svoje usluge meksičkom caru Maksimilijanu I., koji ga je postavio za general-bojnika u Meksičkoj carskoj vojsci. Ali slične ponude drugih bivših konfederalnih zapovjednika, poput Josepha Orvillea Shelbyja i Sterlinga Pricea, Maksimilijan je odbio. Dvije godine poslije, Maksimilijanovo Drugo Meksičko Carstvo je poraženo od strane republikanaca koje je prevodio meksički predsjednik Benito Juárez. Maksimilijan je strijeljan a Magruder se vratio u Sjedinjene Američke Države te nastanio u Houstonu u Teksasu. Umro je 1871. te je pokopan na episkopalnom groblju u Galvestonu.